# Tessy-sur-Vire
Tessy-sur-Vire är en kommun i departementet Manche i regionen Normandie i norra Frankrike. Kommunen ligger i kantonen Tessy-sur-Vire som tillhör arrondissementet Saint-Lô. År 2018 hade Tessy-sur-Vire 1 425 invånare.

## Befolkningsutveckling
Antalet invånare i kommunen Tessy-sur-Vire
| Referens: INSEE |